# كفار يونا
كفار يونا هي مدينة تقع في المنطقة الوسطى، إسرائيل. تبعد حوالي 7 كم شرق نتانيا. يبلغ عدد سكانها 21,226 نسمة وذلك حسب إحصائيات سنة 2014. تبلغ مساحتها 11 كم².
في حرب 1948، كانت كفار يونا في الخطوط الأمامية، وواجهت القوات الإسرائيلية الجيش العراقي، الذي سعى إلى الوصول إلى نتانيا وخفض القوات اليهودية في إسرائيل إلى النصف. قام الجيش الإسرائيلي الحديث بصد الهجمات العراقية وأجبرها على العودة إلى جبال السامرة، ومع ذلك بقيت كفار يونا المستوطنة اليهودية الواقعة في أقصى الشرق.

## روابط خارجية
- الموقع الرسمي